# Campionati europei giovanili di nuoto 2010
I XXXVII Campionati europei giovanili di nuoto, tuffi e nuoto sincronizzato si sono svolti per la prima volta in Finlandia dal 7 luglio al 18 luglio 2010. Le sedi di gara sono state, sia per il nuoto che per i tuffi, a Helsinki nel Mäkelänrinne Swimming Centre, dove si erano già disputati gli europei del 2000 e gli europei in vasca corta 2006; per la prima volta agli europei giovanili si è nuotato con la vasca da 10 corsie.
Le gare di nuoto sincronizzato si sono svolte a Tampere al Kaleva Swimming Centre.

## Partecipazione
Nuoto
Hanno presentato iscrizione 279 ragazzi delle classi 1992 e 1993 (17 e 18 anni) e 242 ragazze delle classi 1994 e 1995 (15 e 16 anni), provenienti da 44 paesi.
Tuffi
In totale si sono iscritti 135 tuffatori/tuffatrici provenienti da 26 nazioni, divise nelle categorie ""A" e "B", con questi limiti d'età:
per la categoria "A", per entrambi i sessi, le classi 1992, 1993 e 1994.
per la categoria "B", per entrambi i sessi, le classi 1995 e 1996.
Nuoto sincronizzato
134 sincronette di 17 nazioni delle classi 1992, 1993, 1994 e 1995

## Nuoto

### Uomini
RC = record dei campionati
| Evento               | Oro                                                                | Tempo      | Argento                                                                   | Tempo    | Bronzo                                                                     | Tempo    |
| Stile libero         |                                                                    |            |                                                                           |          |                                                                            |          |
| 50 m                 | Andrij Hovorov                                                     | 22"54      | Jasper Aerents                                                            | 22"79    | Clément Mignon                                                             | 22"96    |
| 100 m                | Yannick Agnel                                                      | 48"80      | Mehdy Metella                                                             | 49"89    | Jasper Aerents                                                             | 50"23    |
| 200 m                | Yannick Agnel                                                      | 1'46"58 RC | Andrey Ushakov                                                            | 1'49"11  | Daniel Skaaning                                                            | 1'50"23  |
| 400 m                | Yannick Agnel                                                      | 3'46"26 RC | Sergiy Frolov                                                             | 3'55"70  | Alfie Howes                                                                | 3'56"11  |
| 800 m                | Ediz Yildirimer                                                    | 8'03"17    | Sergiy Frolov                                                             | 8'04"84  | Ward Bauwens                                                               | 8'07"25  |
| 1500 m               | Sergiy Frolov                                                      | 15'20"57   | Ward Bauwens                                                              | 15'27"04 | Ediz Yildirimer                                                            | 15'31"07 |
| Dorso                |                                                                    |            |                                                                           |          |                                                                            |          |
| 50 m                 | Christian Diener                                                   | 26"03      | Mateusz Zawada                                                            | 26"24    | Philipp Wolf                                                               | 26"26    |
| 100 m                | Yakov Yan Toumarkin                                                | 55"20      | Péter Bernek                                                              | 56"16    | David Gamburg                                                              | 56"58    |
| 200 m                | Péter Bernek                                                       | 1'59"24    | Balázs Zámbó                                                              | 2'01"10  | Yakov Yan Toumarkin                                                        | 2'01"14  |
| Rana                 |                                                                    |            |                                                                           |          |                                                                            |          |
| 50 m                 | Anton Lobanov                                                      | 28"37      | Yaroslav Parakhin                                                         | 28"51    | Ivan Capan                                                                 | 28"56    |
| 100 m                | Anton Lobanov                                                      | 1'01"06    | Sverre Naess                                                              | 1'01"91  | Christian vom Lehn                                                         | 1'02"56  |
| 200 m                | Christian vom Lehn                                                 | 2'12"93    | Sverre Naess                                                              | 2'13"77  | Flavio Bizzarri                                                            | 2'13"93  |
| Farfalla             |                                                                    |            |                                                                           |          |                                                                            |          |
| 50 m                 | Andrij Hovorov                                                     | 23"58 RC   | Dmitry Pokotylo                                                           | 24"50    | Mehdy Metella                                                              | 24"62    |
| 100 m                | Marcin Cieślak                                                     | 53"91      | Mehdy Metella                                                             | 54"08    | Bence Biczó                                                                | 54"22    |
| 200 m                | Bence Biczó                                                        | 1'55"82 RC | Marcin Cieślak                                                            | 1'56"76  | Jordan Coelho                                                              | 1'57"57  |
| Misti                |                                                                    |            |                                                                           |          |                                                                            |          |
| 200 m                | Raphael Stacchiotti                                                | 2'02"52    | Ieuan Lloyd                                                               | 2'02"72  | Ganesh Pedurand                                                            | 2'03"39  |
| 400 m                | Maxym Shemberyev                                                   | 4'20"46    | Raphael Stacchiotti                                                       | 4'21"28  | Zsombor Szána                                                              | 4'21"53  |
| Staffette            |                                                                    |            |                                                                           |          |                                                                            |          |
| 4x100 m stile libero | FranciaYannick Agnel Clément Mignon Lorys Bourelly Mehdy Metella   | 3'19"65    | Regno UnitoJames Disney-May Braxston Timm Liam Selby James Young          | 3'23"97  | CroaziaIvan Levaj Ivan Kristo Luka Sever Dujam Sablić                      | 3'24"54  |
| 4x200 m stile libero | FranciaLorys Bourelly Clément Mignon Mehdy Metella Yannick Agnel   | 7'21"40    | Regno UnitoBraxston Timm James Young Liam Selby Ieuan Lloyd               | 7'26"09  | RussiaDmitry Ermakov Mikhail Ukrainskiy Egor Degtyarev Andrey Ushakov      | 7'26"91  |
| 4x100 m misti        | RussiaMikhail Zvyagin Anton Lobanov Dmitry Pokotylo Andrey Ushakov | 3'41"12    | FranciaJulien Pierre Goyetche Thomas Rabeisen Mehdy Metella Yannick Agnel | 3'41"55  | GermaniaChristian Diener Christian vom Lehn Melvin Herrmann Kevin Leithold | 3'43"58  |

### Donne
| Evento               | Oro                                                                 | Tempo      | Argento                                                                 | Tempo    | Bronzo                                                                    | Tempo    |
| Stile libero         |                                                                     |            |                                                                         |          |                                                                           |          |
| 50 m                 | Nadiya Koba                                                         | 25"46      | Silke Lippok                                                            | 25"71    | Béryl Gastaldello                                                         | 25"98    |
| 100 m                | Silke Lippok                                                        | 55"31      | Mathilde Cini                                                           | 56"41    | Alizée Merdy                                                              | 56"55    |
| 200 m                | Silke Lippok                                                        | 2'00"11    | Henrietta Stenkvist                                                     | 2'01"72  | Valeriya Podlesna                                                         | 2'01"76  |
| 400 m                | Henrietta Stenkvist                                                 | 4'13"69    | Amalie Emma Thomsen                                                     | 4'14"61  | Sycerika McMahon                                                          | 4'15"92  |
| 800 m                | Tjaša Oder                                                          | 8'40"06    | Claudia Dasca Romeu                                                     | 8'43"31  | Donata Kilijanska                                                         | 8'44"81  |
| 1500 m               | Claudia Dasca Romeu                                                 | 16'27"97   | Tjaša Oder                                                              | 16'37"98 | Donata Kilijanska                                                         | 16'39"03 |
| Dorso                |                                                                     |            |                                                                         |          |                                                                           |          |
| 50 m                 | Emma Saunders                                                       | 29"01 RC   | Daryna Zevina                                                           | 29"12    | Mathilde Cini                                                             | 29"42    |
| 100 m                | Daryna Zevina                                                       | 1'02"05    | Rachele Qualla                                                          | 1'02"72  | Karley Mann                                                               | 1'02"99  |
| 200 m                | Karley Mann                                                         | 2'11"38    | Daryna Zevina                                                           | 2'11"82  | Henrietta Stenkvist                                                       | 2'13"38  |
| Rana                 |                                                                     |            |                                                                         |          |                                                                           |          |
| 50 m                 | Lisa Fissneider                                                     | 32"20      | Lina Rathsack                                                           | 32"37    | Sara Lougher                                                              | 32"48    |
| 100 m                | Marina Garcia Urzainqui                                             | 1'09"40    | Lisa Fissneider                                                         | 1'09"59  | Jenna Laukkanen                                                           | 1'10"42  |
| 200 m                | Marina Garcia Urzainqui                                             | 2'27"12    | Jenna Laukkanen                                                         | 2'29"67  | Anastasia Sineva                                                          | 2'30"00  |
| Farfalla             |                                                                     |            |                                                                         |          |                                                                           |          |
| 50 m                 | Nadiya Koba                                                         | 27"13      | Silke Lippok                                                            | 27"47    | Daria Tcvetkova                                                           | 27"62    |
| 100 m                | Rachael Kelly                                                       | 1'00"47    | Judit Ignacio Sorribes                                                  | 1'00"60  | Beatrice Fassone                                                          | 1'00"64  |
| 200 m                | Judit Ignacio Sorribes                                              | 2'12"30    | Rachael Kelly                                                           | 2'13"43  | Alisa Trukhanovich                                                        | 2'15"03  |
| Misti                |                                                                     |            |                                                                         |          |                                                                           |          |
| 200 m                | Sophie Smith                                                        | 2'14"48    | Beatriz Gómez Cortés                                                    | 2'14"65  | Juliane Reinhold                                                          | 2'15"16  |
| 400 m                | Sophie Smith                                                        | 4'44"46    | Beatriz Gómez Cortés                                                    | 4'44"87  | Alessia Polieri                                                           | 4'46"71  |
| Staffette            |                                                                     |            |                                                                         |          |                                                                           |          |
| 4x100 m stile libero | GermaniaJuliane Reinhold Teresa Baerens Silke Lippok Alexandra Wenk | 3'46"04    | Regno UnitoEmma Saunders Jessica Lloyd Sophie Smith Sara Hamilton       | 3'46"60  | FranciaMathilde Cini Alizée Merdy Béryl Gastaldello Charlotte Bonnet      | 3'48"21  |
| 4x200 m stile libero | GermaniaElisa Thimm Juliane Reinhold Silke Lippok Johanna Friedrich | 8'06"78 RC | Regno UnitoEmma Saunders Fiona Donnelly Rachael Williamson Sophie Smith | 8'10"21  | ItaliaGiorgia Crocione Ludovica Leoni Beatrice Magagnoli Chiara Giacone   | 8'15"37  |
| 4x100 m misti        | GermaniaSilke Lippok Lina Rathsack Juliane Reinhold Alexandra Wenk  | 4'08"29    | Regno UnitoKarley Mann Sara Lougher Rachael Kelly Emma Saunders         | 4'09"48  | RussiaMaria Bobrovnik Sofya Zhigunova Alisa Trukhanovich Mariya Reznikova | 4'13"41  |

## Tuffi
| Evento                         | Oro                                | Punti  | Argento                               | Punti  | Bronzo                         | Punti  |
| Uomini - categoria "A"         |                                    |        |                                       |        |                                |        |
| trampolino 1 m                 | Oliver Dingley                     | 514,75 | Oleksandr Bondar                      | 493,35 | Sergey Zhdanov                 | 490,40 |
| trampolino 3 m                 | Oleh Kolodij                       | 561,30 | Oleksandr Bondar                      | 550,10 | Oliver Dingley                 | 528,40 |
| piattaforma                    | Oleksandr Bondar                   | 559,75 | Tim Pyritz                            | 549,90 | Martin Wolfram                 | 534,45 |
| sincro 3 m categorie "A" e "B" | Oleh Kolodij Oleksandr Bondar      | 324,03 | Andrea Chiarabini Giovanni Tocci      | 313,44 | Sergey Zhdanov Andrej Bogdanov | 308,43 |
| Ragazzi - categoria "B"        |                                    |        |                                       |        |                                |        |
| trampolino 1 m                 | Jack Laugher                       | 410,24 | Dmytro Opryshko                       | 395,05 | Igor Myalin                    | 392,80 |
| trampolino 3 m                 | Jack Laugher                       | 509,45 | Timur Abachidi                        | 471,45 | Igor Myalin                    | 463,40 |
| piattaforma                    | Igor Myalin                        | 461,40 | Vadim Nevinglovsky                    | 436,95 | Heikki Mäkikallio              | 429,85 |
| Donne - categoria "A"          |                                    |        |                                       |        |                                |        |
| trampolino 1 m                 | Elena Bertocchi                    | 403,80 | Viktoriya Kesar'                      | 392,75 | Ekaterina Fedorchenko          | 392,60 |
| trampolino 3 m                 | Elina Riedel                       | 433,20 | Elena Bertocchi                       | 431,90 | Viktoriya Potyekhina           | 428,15 |
| piattaforma                    | Tatiana Perunina                   | 397,85 | Maria Poluyanova                      | 396,40 | Laura Marino                   | 384,70 |
| sincro 3 m categorie "A" e "B" | Diana Chaplieva Evgeniya Selezneva | 288,30 | Viktoriya Kesar' Viktoriya Potyekhina | 288,03 | Grace Reid Hannah Starling     | 271,95 |
| Ragazze - categoria "B"        |                                    |        |                                       |        |                                |        |
| trampolino 1 m                 | Evgeniya Selezneva                 | 342,50 | Grace Reid                            | 325,70 | Tina Punzel                    | 322,05 |
| trampolino 3 m                 | Evgeniya Selezneva                 | 389,60 | Olga Kulemina                         | 375,75 | Taisiya Cherednychenko         | 368,45 |
| piattaforma                    | Rosemary Medlock                   | 331,95 | Ekaterina Petukhova                   | 317,90 | Tina Punzel                    | 311,75 |

## Nuoto sincronizzato
r = riserve
| Evento              | Oro | Punti  | Argento | Punti  | Bronzo | Punti  |
| Solo                | Vlada Chigireva | 92,200 | Lolita Ananasova | 90,700 | Linda Cerruti | 88,100 |
| Duo                 | Milena Miteva Elena Prokofeva Yulia Potapova r | 92,200 | Lolita Ananasova Kateryna Sadurska Anastasiya Petrenko r | 90,500 | Laia Pons Judith Requena | 88,500 |
| A squadre           | RussiaKarina Albekova r Vlada Chigireva Anna Esavkina Anna Kuteynikova Meri Minasyan r Vasilisa Mironova Milena Miteva Yulia Potapova r Elena Prokofeva Marija Šuročkina Evgeniya Shtefan r Ksenia Voynova | 92,300 | UcrainaLolita Ananasova Tetyana Burmaka Vira Golubnova r Tamara Ikonnykova Dana-Mariya Klymenko Ganna Klymenko r Yuliya Khromenkova r Ganna Orel Anastasiya Petrenko Kateryna Reznik Kateryna Sadurska | 90,500 | SpagnaClara Camacho Yolanda Castro Sara Gijon Sara Levy Meritxell Mas Carla Muñoz r Celia Patricio r Laia Pons Judith Requena Iciar Velasco                                                           | 88,600 |
| Combinato a squadre | RussiaKarina Albekova r Vlada Chigireva Anna Esavkina Anna Kuteynikova Meri Minasyan Vasilisa Mironova Milena Miteva Yulia Potapova Elena Prokofeva Marija Šuročkina Evgeniya Shtefan r Ksenya Voynova     | 92,400 | UcrainaLolita Ananasova Tetyana Burmaka Vira Golubnova Tamara Ikonnykova Yuliya Khromenkova Dana-Mariya Klymenko Ganna Klymenko r Ganna Orel Anastasiya Petrenko Kateryna Reznik Kateryna Sadurska     | 90,600 | ItaliaAlice Ballarini Giorgia Borsa r Linda Cerruti r Francesca Deidda Martina Di Ruggero Costanza Ferro Giada Finco Costanza Gallinella-Muzzi Alessia Pezone Federica Sala Alice Savi Silvia Vismara | 87,800 |

## Medagliere
- Nuoto

| Posizione | Paese         | Oro | Argento | Bronzo | Totale |
| --------- | ------------- | --- | ------- | ------ | ------ |
| 1         | Ucraina       | 7   | 5       | 1      | 13     |
| 2         | Germania      | 7   | 3       | 4      | 14     |
| 3         | Gran Bretagna | 5   | 7       | 3      | 15     |
| 4         | Francia       | 5   | 4       | 8      | 17     |
| 5         | Spagna        | 4   | 4       | 0      | 8      |
| 6         | Russia        | 3   | 2       | 5      | 10     |
| 7         | Ungheria      | 2   | 2       | 2      | 6      |
| 8         | Italia        | 1   | 2       | 4      | 7      |
| 9         | Polonia       | 1   | 2       | 2      | 5      |
| 10        | Svezia        | 1   | 1       | 1      | 3      |
| 11        | Lussemburgo   | 1   | 1       | 0      | 2      |
| 11        | Slovenia      | 1   | 1       | 0      | 2      |
| 12        | Israele       | 1   | 0       | 2      | 3      |
| 13        | Turchia       | 1   | 0       | 1      | 2      |
| 14        | Belgio        | 0   | 2       | 2      | 4      |
| 15        | Norvegia      | 0   | 2       | 0      | 2      |
| 16        | Finlandia     | 0   | 1       | 1      | 1      |
| 17        | Danimarca     | 0   | 1       | 1      | 2      |
| 18        | Croazia       | 0   | 0       | 2      | 2      |
| 19        | Irlanda       | 0   | 0       | 1      | 1      |
| Totale    | Totale        | 40  | 40      | 40     | 120    |

- Tuffi

| Posizione | Paese       | Oro | Argento | Bronzo | Totale |
| --------- | ----------- | --- | ------- | ------ | ------ |
| 1         | Russia      | 6   | 3       | 5      | 14     |
| 2         | Ucraina     | 3   | 7       | 2      | 12     |
| 3         | Regno Unito | 4   | 1       | 2      | 7      |
| 4         | Italia      | 1   | 2       | 0      | 3      |
| 5         | Germania    | 0   | 1       | 3      | 4      |
| 6         | Francia     | 0   | 0       | 1      | 1      |
| 6=        | Finlandia   | 0   | 1       | 0      | 1      |
| Totale    | Totale      | 14  | 14      | 14     | 42     |

- Nuoto Sincronizzato

| Posizione | Paese   | Oro | Argento | Bronzo | Totale |
| --------- | ------- | --- | ------- | ------ | ------ |
| 1         | Russia  | 4   | 0       | 0      | 4      |
| 2         | Ucraina | 0   | 4       | 0      | 4      |
| 3         | Italia  | 0   | 0       | 2      | 2      |
| 3=        | Spagna  | 0   | 0       | 2      | 2      |
| Totale    | Totale  | 4   | 4       | 4      | 12     |